# Rodolphus Agricola
Rodolphus Agricola ( s pravim imenom Roelof Huysman), nizozemski renesančni humanist, filozof, filolog, prevajalec, diplomat, pedagog, glasbenik in športnik, * 17. februar 1444, Baflo, Groningen, Nizozemska, † 27. oktober 1485, Heidelberg, Nemčija.
Svoje znanje latinščine, poznavanja sholastike in veščine vodenja disputov si je pridobil na sholastičnih univerzah. Leta 1458 je na Univerzi v Erfurtu zaključil bakalaverat  in leta 1456 še dosegel naziv Magister Artium na Univerzi v Leuvenu. Vmes je leta 1460 odpotoval v Italijo, kjer je navezal stike s tamkajšnjimi humanisti, ki so ga usmerili v antične študije in učenje grščine. V letih od 1469 do 1479 se je izpopolnjeval na univerzah v Pavii in v Ferrari. V Ferrari je navezal stike z grškim humanistom in prevajalcem Aristotela Teodorjem Gazo. Prav tako si je izpopolnil svoje orglarsko znanje med službovanjem v tamkajšnji vojvodski kapeli. 
Okoli leta 1480 se je vrnil na Nizozemsko, kjer je navezal stike s številnimi izobraženci in jih navdušil za humanistične ideje. Ker je želel ohraniti svojo intelektualno neodvisnost, je pogosto menjaval diplomatske službe, ki so mu pomagale pri navezovanju stikov. Nazadnje je le sprejel ponudbo Janeza iz Dalberga, škofa mesta Worms, s katerim se je spoznal že med bivanjem v Pavii, za predavatelja na Univerzi v Heidelbergu. V tem času je študij klasičnih jezikov razširil še na hebrejščino. Leta 1485 je po vrnitvi z diplomatskega potovanja na papeški dvor v Rim hudo zbolel in umrl v Heidelbergu. 

## Dela
Najbolj je znan kot avtor De inventione dialectica, dialektčno-retoričnega in pedagoškega dela. Bolj kot po delih je pomemben po intelektualnemu vplivu, ki ga je imel na sodobnike.